# Erik Skeel (1859-1918)
 Der er flere personer med dette navn, se Erik Skeel (flertydig).
Jørgen Erik Frederik Skeel (4. oktober 1859 på Skeelslund – 17. februar 1918 på Birkelse) var en dansk godsejer og officer, bror til Otto Skeel og far til Tyge og Ove Skeel.
Han var søn af Sophus Skeel og Erikka Josephine Eleonora født baronesse Schaffalitzky de Muckadell, blev 1878 student fra Roskilde Katedralskole, tog filosofikum 1879, blev 1884 sekondløjtnant ved 11. Bataljon, 1890 hofjægermester, 1891 løjtnant i forstærkningen og tog 1899 afsked fra Hæren.
Han arvede 1897 Stamhuset Birkelse, blev 1901 sognerådsformand i Aaby Sogn, var medlem af Aalborg Amtsråd 1902-10, formand for jagtafløsningen i Aalborg Amt 1903, medlem af administrationen for Det Skeel'ske Fideikommis, præsident i Understøttelsesforeningen for trængende jydske Landmænd og deres Efterladte samt medlem af repræsentantskabet for Livsforsikringsselskabet Dan.
Erik Skeel ægtede 4. oktober 1890 i Mårslet Kirke Fanny Elisabeth baronesse Gyldenkrone (8. september 1865 på Mariendal, Malling Sogn - 8. februar 1942), datter af lensbaron Carl Güldencrone.